# Anna Heinel
Anna Heinel, född 4 oktober 1753 i Bayreuth, död 17 mars 1808 i Paris, var en tysk ballerina, som hade en internationellt framgångsrik karriär i Paris och London. Hon var engagerad vid Parisoperan mellan 1768 och 1782, med ett avbrott för Her Majesty's Theatre i London 1771–1773. Hon kallades för "dansens drottning" (La Reine de la danse) och sägs ha uppfunnit en ny form av piruett, „Pirouette à la seconde“.

## Biografi
Heinel föddes i Bayreuth. Hon var elev till Jean-Georges Noverre och gjorde sin debut i Stuttgart 1767. År 1768 engagerades hon vid Parisoperan och blev en av den franska balettens främsta berömdheter. Heinel ansågs exceptionell och berömdes särskilt för sin tragiska uttrycksförmåga i baletter av Noverre. År 1771 gjorde en konflikt med Gaétan Vestris att hon lämnade Parisoperan och tog ett engagemang i London, men återvände till Parisoperan 1773. Hon avslutade sin karriär 1782. 
Anna Heinel hade ett förhållande med Gaétan Vestris, som hon gifte sig med 1783. 